# Иегуда Крескес
Иегуда (Иехуда) Крескес (кат. Jahuda Cresques; 1350—1410/1427) — еврейский картограф из Мальорки, сын Авраама Крескеса; директор обсерватории в Сагреше, положивший основание новейшей картографии своей известной картой мира, так называемой «Каталонской картой» (1375), на которую были занесены результаты открытий Марко Поло в Азии. Карта была подарена Карлу VI, королю Франции, в 1381 году.

## Подробнее
Иегуда Крескес жил на острове Мальорка и в Барселоне в XIV веке.
Хуан из Арагонии прислал в 1381 году юному Карлу VI, королю Франции, «mappa mundi», составленную Крескесом. Это известная каталанская карта, хранящаяся ныне в Лувре, составляет эпоху в истории картографии, так как сведения об открытиях Марко Поло прибавлены к данным, отмеченным на «portulani», то есть морских картах того времени. Каталонский атлас — пример сведений о дивьих людях: в нём есть надписи и изображения чудных зверей и людей. Есть в нём и рисунок лодочников в барретинах — традиционном мужском головном уборе каталонцев.
В 1390 году Крескес получил за одну карту, сделанную для Хуана Арагонского, не менее 60 фунтов и 8 су.
Во время преследований в 1391 году Крескес был насильно крещён и с тех пор стал известен как Яффуда Крескес (Jaffuda Cresques). Он жил ещё на Мальорке долгое время, население острова знало его под именем «lо Jueu buscoler» (еврей-картограф) и «el Judio de la brujelas» (еврей, составляющий компасы).
В 1419 году Генрих Мореплаватель, второй сын Жуана I, устроил морскую обсерваторию в Сагреше и пригласил туда «Mestre Jaime» из Майорки, — по мнению авторов ЕЭБЕ, тождественного с Иегудой Крескесом.